# Вольф, Андреас
Андре́ас Вольф (нем. Andreas Wolf; имя при рождении — Андрей Андреевич Вольф, род. 12 июня 1982, Ленинабад, Таджикская ССР, СССР) — немецкий футболист, защитник.

## Биография
Вольф — потомок поволжских немцев. Его отец Андрей — футболист, выступавший во Второй союзной лиге, мать Эрна — учитель немецкого языка. В 1990 году они перебрались в немецкий Нюрнберг, а потом переехали в городок Ансбах. Во время игр за юношескую сборную Баварии на него обратил внимание «Нюрнберг», и в 1997 году он отправился в этот клуб.
Впервые Вольф вышел на поле в официальном матче 23 марта 2002 года на берлинском «Олимпиаштадионе», когда его «Нюрнберг» уступил «Герте» 2:0. Впоследствии стал одним из основных игроков клуба, играя на позиции центрального защитника, являлся капитаном команды.
В 2008 году порвал крестообразные связки, не играл девять месяцев. В 2011 году вёл переговоры с санкт-петербургским «Зенитом», но летом был куплен «Вердером», а через полгода перешёл в «Монако».

## Интерес со стороны сборной России
В феврале 2008 года в СМИ появились сообщения об интересе главного тренера сборной России Гуса Хиддинка к Вольфу. Оборона в сборной считается самой проблемной линией и приглашение немца один из способов улучшить её к грядущему Евро 2008. Сам футболист говорил, что хотел бы сыграть на этом турнире, однако не получил приглашения ни от сборной России, ни от сборной Германии.

## Личная жизнь
Отец — Андрей Андреевич Вольф — футболист, выступал за «Ходженд» (Ленинабад) с 1980 по 1986 года — 198 матчей и 43 забитых мяча.
Дядя — Рейнгольд Андреевич Вольф — футболист, выступал за «Ходженд» (Ленинабад) с 1976 по 1985 года — 155+ матчей и 43 забитых мяча.
С родителями общается в основном на русском языке. Жена — Сандра, уроженка Италии. У пары есть дочка.

## Достижения

### Командные
«Нюрнберг»
- Обладатель кубка Германии: 2006/07

### Личные
«Нюрнберг»
- Лучший защитник немецкой Бундеслиги по версии газеты Bild: 2007